# العبودية والدين

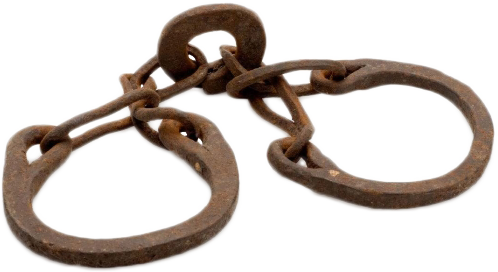

العبودية هي شكل متطرف من أشكال عدم المساواة الاجتماعية حيث يكون بعض الأشخاص مملوكين للآخرين، في الواقع كملكية خاصة. وهذه هي أول صياغة اجتماعية واقتصادية كلاسيكية تقوم على استغلال الفرد بشكل مهين، وبدلا من المساواة بين الأفراد تظهر علاقات الأمر والطاعة المفروضة على العبيد.

## العبودية في الإسلام
```
الرق في الإسلام
 موضوع بحث عند الفقهاء. حللت 
المذاهب الرئيسية الفقهية في الإسلام
 
تملك العبيد
 من أسرى الحروب وبيعهم وشراءهم على مدار التاريخ.
[
1
]
 لم يتم إلغاؤه إلا تدريجيًا في معظم الدول الإسلامية من خلال التأثير الاستعماري للدول الأوروبية، والذي أصبح ملحوظًا منذ أوائل القرن التاسع عشر
[
2
]
```

الشريعة الإسلامية تناولت موضوع تملك العبيد بقدر كبير من التفصيل. القرآن والحديث ينظر إلى تملك العبيد على أساس أنه أمر مشروع.

### أحكامه
والأصل كذلك في الرقيق أنه مكلف كسائر المكلفين متى كان بالغاً وعاقلاً رجلاً كان أم امرأة، وهو مجزي عن أعماله خيراً أو شراً، وأنه يوافق الأحرار في أغلب الأحكام باستثناء بعض الأحكام التي يختص بها الرقيق.
أما الاستمتاع بالإماء، فإنه لا يكون مشروعاً إلا إذا كان في ملك تام للمستمتع، أو نكاح صحيح، وما خرج عن ذلك فهو محرم، لقول الله تعالى: «وَالَّذِينَ هُمْ لِفُرُوجِهِمْ حَافِظُونَ (5) إِلَّا عَلَى أَزْوَاجِهِمْ أوْ مَا مَلَكَتْ أَيْمَانُهُمْ فَإِنَّهُمْ غَيْرُ مَلُومِينَ (6)» [المؤمنون:5-6]. كما يشترط لوطئها الملك التام، وأن لا يقوم بها مانع يقتضي تحريمها عليه.
ومن الاستثناءات المفروضة على العبد أنه لا يرجم العبد الزاني المحصن بل يجلد محصناً كان أم غير محصن، ويمكن القول عموماً أن الاستثناءات هي أحكام مخففة إلى النصف نظراً لمملوكيته التي قد يترتب منها فقد بعض حرية أفعاله، ولا يعنى هذا أن العبد ليست له حقوق على غيره، فله حق الشكوى والمحاكمة ورد الاعتبار، لقول النبي محمد صلى الله عليه وسلم «من قتل عبده قتلناه، ومن جدع عبده جدعناه».

### حقوق المملوك
هذا مختصر لبعض حقوق المماليك:
1. أن لا يضربه مالكه أو غيره.
قال النبي محمد صلى الله عليه وسلم «من ضرب غلاما له حدا لم يأته أو لطمه فكفارته أن يعتقه» 
2. أن لا يسبه مالكه أو غيره.
تشاجر بلال مع أحد الصحابة الأشراف في قومهم فقال له «يا ابن السوداء» فوصل الخبر لرسول الله فقال له «إنك أمرؤ فيك جاهلية» فرجع الصحابي ووضع خده على الأرض وقال دس على رأس ابن الأشراف يا بلال، فاخذه بلال وسامحه.
3. أن لا يحرم من مكانته الاجتماعية.
قال النبي محمد صلى الله عليه وسلم «إسمعوا وأطيعوا ولو استعمل عليكم عبد حبشي، ما أقام فيكم كتاب الله تبارك وتعالى».
4. أن يعطى الحق بأن يفتدي نفسه.
قال الله تبارك وتعالى: «وَالَّذِينَ يَبْتَغُونَ الْكِتَابَ مِمَّا مَلَكَتْ أَيْمَانُكُمْ فَكَاتِبُوهُمْ إِنْ عَلِمْتُمْ فِيهِمْ خَيْرًا وَآَتُوهُمْ مِنْ مَالِ اللَّهِ الَّذِي آَتَاكُمْ» [النور:33].
5. أن لا يحرم من ضروريات الحياة والزواج والإنجاب.
6. أن يتساوى مع مالكه في المأكل والمشرب.
قال النبي محمد صلى الله عليه وسلم «إخوانكم خولكم، فمن كان أخوه تحت يده فليطعمه مما يطعم، وليلبسه مما يلبس، ولا تكلفوهم ما يغلبهم، فإن كلفتموهم فأعينوهم» 
7. أن لا يكلف بأعمال كثيرة.
دخل جماعة على سلمان الفارسي وهو أمير على المدائن فوجدوه يعجن عجين أهله فقالوا له ألا تترك الجارية تعجن فقال «إنا أرسلناها في عمل فكرهنا أن نجمع عليها عملا آخر».

## العبودية في المسيحية
تتنوع وجهات النظر المسيحية في العبودية على المستويين الإقليمي وتاريخيا. تم فرض العبودية في أشكال مختلفة من قبل المسيحيين لأكثر من 18 قرنا. في السنوات الأولى للمسيحية، كان الرق سمة طبيعية للاقتصاد والمجتمع في الامبراطورية الرومانية، وأستمر في العصور الوسطى وما بعدها. أيدت أكثر الشخصيات المسيحية في تلك الفترة المبكرة، مثل القديس أوغسطين، أستمرار العبودية في حين عارضته عدة شخصيات مثل القديس باتريك. وبعد عدة قرون، وحينما تشكلت حركة إلغاء في جميع أنحاء العالم، عملت الجماعات التي تنادي بإلغاء العبودية لتسخير التعاليم المسيحية لدعم مواقفهم، وذلك باستخدام كل من «روح المسيحية»، الحجج النصية، وآيات الكتاب المقدس ضد العبودية.
بحلول نهاية القرن التاسع عشر كانت القوى الأوروبية قد تمكنت من السيطرة على معظم المناطق الداخلية الأفريقية، وقد لحقهم بعد ذلك المبشرين المسيحيين فقاموا ببناء المدارس والمستشفيات والكنائس والأديرة، وكان للمؤسسات المسيحية دور في تثقيف ونحسين المستوى التعليمي والطبي للأفارقة.
يجادل رودني ستارك العالم في علم اجتماع الدين في كتابه «لمجد الله»، أن المسيحية بشكل عام والبروتستانتية بشكل خاص، ساعدت على إنهاء الرق في جميع أنحاء العالم، ويشاركه في ذلك أيضًا لامين سانه المؤرخ في جامعة ييل، إذ يشير هؤلاء الكتّاب إلى أن المسيحيين كانوا ينظرون إلى الرق بأنه خطئية ضد الإنسانية وفق معتقداتهم الدينية.
وفي أواخر القرن السابع عشر بدأت الطوائف البروتستانتية مثل القائلون بتجديد عماد في انتقاد الرق. العديد من الانتقادات المماثلة وجهت أيضًا من قبل جمعية الأصدقاء الدينية، المينونايت، والاميش ضد الاسترقاق، لعلّ كتاب هيريت ستاو «كوخ العم توم»، والذي كتبته «وفقًا لمعتقداتها المسيحية» في عام 1852، أحدث صدىً عميقًا في انتقاد الرق. وكانت جمعية الأصدقاء الدينية من أولى المؤسسات الدينية المناهضة للعبودية، كما لعب أيضًا جون ويسلي، مؤسس الميثودية، دورًا في بدء حركة التحرير من العبودية كحركة شعبية.
بالإضافة إلى المساعدة في التحرير من العبودية من قبل الطوائف البروتستانتية والكاثوليكية، فقد بذل عدد من المسيحيين مزيدًا من الجهود نحو تحقيق المساواة العرقية، والمساهمة في حركة الحقوق المدنية. فمنظمة الأميركيين الأفارقة تذكر الدور الهام للحركات الاحيائية المسيحية في الكنائس السوداء التي لعبت دور هام وأساسي في حركة الحقوق المدنية. ولعل أبرز المسيحيين ممن لعبوا دور في حركة الحقوق المدنية مارتن لوثر كينغ، وهو قس للكنيسة المعمدانية، وزعيم حركة الحقوق المدنية الإميركية ورئيس مؤتمر القيادة المسيحية الجنوبية، وهي منظمة مسيحية تنادي بالحقوق المدنية.
قضية العبودية إحدى القضايا الجدلية في تاريخ المسيحية فبعض المؤرخين يلقون اللوم على الكنيسة لأنها لم تفعل ما يكفي لتحرير الهنود الحمر، والبعض الآخر يشير إلى الكنيسة كانت الصوت الوحيد المدافع عن حقوق الشعوب الأصلية.

## العبودية في اليهودية
لم تحرم اليهودية العبودية اطلاقا